# Haematopus chathamensis
La beccaccia di mare delle isole Chatham (Haematopus chathamensis Hartert, 1927) è un uccello della famiglia Haematopodidae.

## Distribuzione e habitat
Questo uccello nidifica unicamente sulle Isole Chatham (Nuova Zelanda).

## Conservazione
Per la ristrettezza del suo areale e la esiguità della popolazione (stimata in 310-360 esemplari), Haematopus chathamensis è classificato dalla IUCN Red List come specie in pericolo di estinzione (Endangered).